# Лабахуа, Архип Миронович
Архип Миронович Лабахуа (15 марта 1910 — 28 декабря 1992, Тбилиси) — советский государственный и партийный деятель, председатель Совета Министров Абхазской АССР (1953—1957).

## Биография
Родился 15 марта 1910 года в селе Река (ныне — Очамчирский район Абхазии).
В 1936 году окончил Московский горный институт имени И. В. Сталина (ныне — Горный институт НИТУ «МИСиС»).
- 1936—1950 гг. — заместитель начальника, начальник участка, заместитель главного инженера, управляющий шахтой имени И. В. Сталина, главный инженер треста «Ткварчелиуголь» (Абхазская АССР); в 1939 году принят в ВКП(б);
- 1950—1953 гг. — директор треста «Ткварчелиуголь» (Абхазская АССР),
- 1953—1957 гг. — председатель Совета Министров Абхазской АССР,
- 1959—1975 гг. — заместитель председателя Совета Министров Грузинской ССР.

Скончался 28 декабря 1992 года в Тбилиси, где и был похоронен.

## Награды и звания
Награждён тремя орденами Трудового Красного Знамени и орденом «Знак Почёта».